# Successo riproduttivo
Il successo riproduttivo è definito come il passaggio di geni nella generazione successiva in modo che anch'essi possano trasmettere geni consequenzialmente il più possibile. In pratica, si tratta di una sorta di conteggio del numero di figli prodotto da un individuo. Una definizione più corretta, che incorpora la fitness altruista, è la produzione relativa di figli fertili da parte di un genotipo. D'altra parte , siccome è solo il fatto che i figli si siano effettivamente riprodotti che dà la misura reale del loro teorico "essere in grado di riprodursi" , la fitness dovrebbe essere calcolata sul numero di nipoti , o quanto meno tenendo conto anche di essi . Il numero di figli, preso singolarmente, non è quindi rilevante in questo contesto. Ad esempio se così non fosse, si dovrebbe infatti concludere che tutte le trote hanno una fitness elevata solo perché fanno molte uova. Per esempio, i figli generati come risultato di un accoppiamento normale sono un esempio di successo riproduttivo, perché anche loro possono trasmettere materiale genetico alla generazione successiva. Invece la nascita di un mulo come risultato dell'accoppiamento di un cavallo con un asino non è esempio di successo riproduttivo, poiché il mulo è sterile e perciò incapace di continuare la linea germinale.
Il successo riproduttivo è parte del calcolo della fitness ed elemento chiave nelle teorie della selezione naturale e dell'evoluzione.